# Aleksandr Tawancew
Aleksandr Ignatjewicz Tawancew, ros. Александр Игнатьевич Таванцев (ur. 27 grudnia 1899 r. we wsi Krasiłowka pod Czernihowem, zm. ?) – radziecki wojskowy (pułkownik), propagandysta Rosyjskiej Armii Wyzwoleńczej, szef, a następnie zastępca szefa oddziału przygotowania bojowego sztabu Sił Zbrojnych Komitetu Wyzwolenia Narodów Rosji podczas II wojny światowej.
W 1919 r. został zmobilizowany do wojsk Białych na Syberii jako młodszy oficer. Jesienią 1919 r. zdezerterował na stronę bolszewików. Od pocz. grudnia tego roku służył w 1 Semipałatyńskim Pułku Partyzanckim. Od poł. września 1920 r. był starsziną 22 Turkiestańskiego Pułku Strzeleckiego. Na pocz. września 1924 r. ukończył 4 taszkiencką szkołę wojskową im. W. I. Lenina, po czym objął dowództwo plutonu 12 Turkiestańskiego Pułku Strzeleckiego. Na pocz. marca 1925 r. został dowódcą kompanii pułku. Na pocz. kwietnia 1930 r. objął dodatkowo funkcję oficera politycznego kompanii. Od pocz. listopada tego roku dowodził 29 Pułkiem Strzeleckim. Na pocz. czerwca 1931 r. ukończył wyższe kursy strzelecko-taktyczne kadry dowódczej Armii Czerwonej. Następnie został dowódcą batalionu 51 Iwano-Wozniesienskiego Pułku Strzeleckiego. W 1936 r. awansował do stopnia majora. Od końca listopada 1938 r. był zastępcą dowódcy 50 Pułku Strzeleckiego. W poł. sierpnia 1939 r. objął dowództwo 723 Pułku Strzeleckiego. W 1940 r. został pułkownikiem. Pod koniec grudnia 1941 r. skierowano go do dyspozycji Rady Wojennej Stalingradzkiego Okręgu Wojskowego, która mianowała go dowódcą 467 Dywizji Strzeleckiej. Został odznaczony Orderem Czerwonego Sztandaru. Od końca kwietnia 1942 r. dowodził 266 Dywizją Strzelecką. W maju tego roku dostał się do niewoli niemieckiej. Osadzono go w oflagu XIII-D w Hammelburgu, gdzie podjął kolaborację z Niemcami. Po kilku miesięcach został przeniesiony do stalagu III-A w Luckenwalde, gdzie przeszedł kurs propagandystów Rosyjskiej Armii Wyzwoleńczej (ROA). Latem 1943 r. przybył do szkoły propagandystów ROA w Dabendorfie pod Berlinem. Po jej ukończeniu skierowano go do inspektoratu gen. Iwana A. Błagowieszczeńskiego. Od końca 1943 r. prowadził inspekcje pracy propagandystów ROA w obozach jenieckich dla czerwonoarmistów. Od listopada 1944 r. znajdował się w rezerwie oficerskiej sztabu Sił Zbrojnych Komitetu Wyzwolenia Narodów Rosji. Od grudnia tego roku pełnił funkcję szefa przygotowania bojowego sztabu Sił Zbrojnych KONR. Pod koniec stycznia 1945 r. usunięto go z zajmowanego stanowiska i ponownie skierowano do rezerwy oficerskiej. W poł. lutego tego roku został zastępcą szefa przygotowania bojowego sztabu Sił Zbrojnych KONR. Pod koniec kwietnia – podczas przemarszu Południowej Grupy Sił Zbrojnych KONR przez Czechy – został aresztowany przez kontrwywiad pod zarzutem próby samowolnego przejścia na stronę zachodnich aliantów, ale wkrótce uwolniono go. 9 maja wraz z oddziałami „własowskimi” poddał się Amerykanom, którzy wydali go Sowietom. Dalsze jego losy są nieznane.